# Jordan Hendry
Jordan Hendry (* 23. Februar 1984 in Lanigan, Saskatchewan) ist ein kanadischer Eishockeyspieler, der zuletzt bis Sommer 2015 beim AIK in der HockeyAllsvenskan unter Vertrag stand.

## Karriere
Jordan Hendry begann seine Karriere als Eishockeyspieler in der Mannschaft der University of Alaska Fairbanks, für die er von 2002 bis 2006 aktiv war. Anschließend erhielt er am 17. Juli 2006 als Free Agent einen Vertrag bei den Chicago Blackhawks.
Zunächst spielte er jedoch eineinhalb Jahre lang für deren damaliges Farmteam, die Norfolk Admirals aus der American Hockey League, für die er in der Saison 2005/06 sein Debüt im professionellen Eishockey gab. In der Saison 2007/08 spielte der Verteidiger erstmals in der National Hockey League für die Chicago Blackhawks, für die er in 40 Spielen vier Scorerpunkte erzielte. In der Spielzeit 2008/09 stand der Linksschütze hauptsächlich für Chicagos neues AHL-Farmteam, die Rockford IceHogs, auf dem Eis. In der Saison 2009/10 gewann er mit den Chicago Blackhawks den Stanley Cup. Die Saison 2011/12 begann der Verteidiger bei den Houston Aeros in der American Hockey League, ehe er Anfang November 2011 vom HC Lugano aus der National League A mit einem Vertrag bis zum Saisonende ausgestattet wurde. Anfang Juli 2012 wurde Hendry von den Anaheim Ducks verpflichtet, bestritt jedoch in seiner einzigen Saison lediglich zwei NHL-Partien für die Kalifornier.
Für die Saison 2013/14 wurde der Kanadier von den Straubing Tigers aus der Deutschen Eishockey Liga unter Vertrag genommen. Im Februar 2014 wechselte er in die Svenska Hockeyligan zum AIK, stieg jedoch mit der Mannschaft am Ende der Saison 2013/14 in die HockeyAllsvenskan ab. Im folgenden Jahr fungierte Hendry als Assistenzkapitän des Teams und verzeichnete 12 Scorerpunkten aus 51 Spielen, erhielt jedoch im Anschluss an die abgelaufene Spielzeit keinen neuen Vertrag.

## Erfolge und Auszeichnungen
- 2010 Stanley-Cup-Gewinn mit den Chicago Blackhawks

## NHL-Statistik
(Stand: Ende der Saison 2012/13)